# Diego Campos
Diego Campos (San José, 1995. október 1. –) Costa Rica-i korosztályos válogatott labdarúgó, a svéd Degerfors középpályása.

## Pályafutása

### Klubcsapatokban
Campos a Costa Rica-i San José városában született. Az ifjúsági pályafutását az amerikai Montverde Academy csapatában kezdte.
2018-ban mutatkozott be a Chicago Fire első osztályban szereplő felnőtt keretében. 2021-ben a norvég Jervhez igazolt. 2022. január 8-án hároméves szerződést kötött a svéd első osztályban érdekelt Degerfors együttesével. Először a 2022. április 4-ei, Djurgården ellen 3–1-re elvesztett mérkőzésen lépett pályára. Első gólját 2022. április 9-én, a Häcken ellen hazai pályán 2–1-es vereséggel zárult találkozón szerezte meg.

### A válogatottban
Campos egy mérkőzés erejéig tagja volt a Costa Rica-i U23-as válogatottnak.

## Statisztikák
2022. november 6. szerint
| Klub         | Szezon   | Osztály     | Bajnokság | Bajnokság | Kupa  | Kupa | Nemzetközi | Nemzetközi | Összesen | Összesen |
| Klub         | Szezon   | Osztály     | Meccs     | Gól       | Meccs | Gól  | Meccs      | Gól        | Meccs    | Gól      |
| ------------ | -------- | ----------- | --------- | --------- | ----- | ---- | ---------- | ---------- | -------- | -------- |
| Chicago Fire | 2018     | MLS         | 23        | 1         | 3     | 1    | —          | —          | 26       | 2        |
| Chicago Fire | 2019     | MLS         | 10        | 0         | 2     | 0    | 1          | 0          | 13       | 0        |
| Chicago Fire | Összesen | Összesen    | 33        | 1         | 5     | 1    | 1          | 0          | 39       | 2        |
| Jerv         | 2020     | OBOS-ligaen | 16        | 5         | 0     | 0    | —          | —          | 16       | 5        |
| Jerv         | 2021     | OBOS-ligaen | 32        | 10        | 1     | 1    | —          | —          | 33       | 11       |
| Jerv         | Összesen | Összesen    | 48        | 15        | 1     | 1    | 0          | 0          | 49       | 16       |
| Degerfors    | 2022     | Allsvenskan | 29        | 5         | 3     | 3    | —          | —          | 32       | 8        |
| Összesen     | Összesen | Összesen    | 110       | 21        | 9     | 5    | 1          | 0          | 120      | 26       |

## Sikerei, díjai
Jerv
- OBOS-ligaen
  - Feljutó (1): 2021